# Číslicový integrovaný obvod
Číslicový integrovaný obvod je druh integrovaného obvodu, který na jednom čipu realizuje logické funkce respektive logické obvody.
Číslicový znamená, že obvod pracuje s digitálními daty (tedy nulami a jedničkami, nízkou a vysokou hodnotou). Číslicový obvod zpracovává data v dvojkové soustavě. Opakem číslicového obvodu je analogový obvod, který pracuje se spojitými hodnotami.
Integrovaný znamená, že většina součástek je vytvořena společným postupem na jednom polovodičovém čipu. Během jednoho výrobního cyklu lze pak na čipu vyrobit složité obvody s tisíci až miliony jednotlivých součástek.
Existuje celá řada číslicových integrovaných obvodů, od jednoduchých hradel (logických členů) a sekvenčních obvodů až po složité mikroprocesory a velkokapacitní paměti. Číslicové integrované obvody jsou mimo jiné základním stavebním prvkem veškeré spotřební elektroniky a počítačů.

## Další odkazy
- Seznam logických integrovaných obvodů řady 7400
- Seznam logických integrovaných obvodů řady CMOS 4000
- Seznam mikroprocesorů Intelu
- Seznam mikroprocesorů AMD